# El Diluvio (historia de Polonia)
El Diluvio (en polaco: Potop Szwedzki, «El diluvio sueco») fue un periodo conflictivo de la historia de Polonia que comenzó en 1655 y al cual se puso fin formalmente con la paz de Oliva en 1660. Coincidió con la Segunda Guerra del Norte (1655-1660).
En 1655 el ejército sueco invadió Polonia, que se encontraba debilitada por la guerra con los cosacos y Rusia, y ocupó casi todo el país. Mientras, rusos y cosacos invadieron los territorios orientales. 
El punto de inflexión en la guerra se dio en la defensa del monasterio de Jasna Góra. Que forzo a los suecos a negociar, pero la guerra y la ocupación de casi todo el país por una inundación de tropas suecas causó grandes daños a la Mancomunidad, incluida la muerte de una parte significativa de la población debida a las hostilidades, al hambre y a las enfermedades; el saqueo de tesoros culturales polacos por el ejército sueco; y, finalmente, la pérdida de la soberanía polaca sobre Prusia. 
El Tratado de Bromberg-Wehlau, firmado entre el rey polaco Juan II Casimiro Vasa y el elector Federico Guillermo I, en 1657 permitió el fortalecimiento del estado de Brandeburgo en la política europea. El final del Diluvio marcó asimismo el fin de la época dorada de la República de las Dos Naciones. Un cuarto de la población del país pereció a consecuencia de él y de las plagas que azotaron al país durante el conflicto; la economía del país también quedó muy maltrecha.

## Invasión

El Diluvio: invasión sueca, rebelión cosaca y guerra con Rusia.

La conquista rusa de Bielorrusia alarmó al nuevo soberano sueco, Carlos X Gustavo, quien había obtenido el trono tras la abdicación de Cristina de Suecia en 1654 y temía que los rusos amenazasen sus posesiones en Livonia. Al principio, propuso una alianza al rey polaco Juan II Casimiro Vasa, pero las negociaciones resultaron infructuosas: Carlos Gustavo deseaba extender sus posesiones en el mar Báltico y Juan Casimiro seguía ambicionando la Corona sueca.
El fracaso de las conversaciones sueco-polacas precipitó la invasión de la República de las Dos Naciones, mal preparada para afrontarla. La larga guerra con los cosacos y la nueva participación de Rusia en el conflicto habían puesto en un aprieto a Polonia-Lituania, y el país se hallaba en mala situación para combatir a un nuevo enemigo. Los nobles, hartos de los altos impuestos necesarios para sufragar la guerra con los cosacos, no estaban dispuestos a aumentarlos para pagar a las tropas reales necesarias para hacer frente al ejército sueco, veterano de la guerra de los Treinta Años. Los aristócratas creían que era la ambición de Juan Casimiro y sus deseos de hacerse con la Corona sueca los que habían desbaratado las negociaciones con el país vecino y desencadenado la nueva contienda.
Con los escasos fondos que aprobó el Sejm en junio de 1655, el ejército polaco, mal mandado, dependía fundamentalmente de las levas de los nobles. A los siete mil soldados de caballería y seis mil quinientos de infantería reunidos con los fondos concedidos por el Parlamento se unieron treinta y tres mil jinetes aportados por los nobles.

## Victorias suecas
Gracias a la connivencia de Brandeburgo que permitió a las veteranas tropas suecas desplegadas en Alemania cruzar su territorio, los suecos acometieron a los polaco-lituanos desde una dirección inesperada: el oeste. Los catorce mil veteranos del general Arvid Wittenberg desbarataron a los mil quinientos peones profesionales y trece mil jinetes de las levas de los nobles polaco-lituanos y obtuvieron su rendición en Ujście el 24 de julio de 1655.
A continuación, Carlos Gustavo desembarcó con refuerzos y condujo al ejército al interior de Polonia. Tras vencer de nuevo al enemigo en Piątek, entró en Varsovia, que Juan Casimiro había abandonado. Tras batir a este nuevamente en el territorio de la Pequeña Polonia, Carlos Gustavo derrotó a los restos de los ejércitos polaco-lituanos y Esteban Czarniecki rindió Cracovia; Juan Casimiro se refugió en Silesia.

### Conquista sueca de la Gran Polonia
El 5 de julio, el primer ejército sueco, dirigido por el mariscal Arvid Wittenberg, partió de Szczecin, y, el 21 de julio, cruzó la frontera polaca cerca de Czaplinek. Junto al mariscal estaba Jerónimo Radzievsky, el ex canciller de la corona.
En ese momento, el gobierno polaco reunió apresuradamente una milicia de la Gran Polonia (Pospolite Ruszenie), cerca de Újscie (al norte de Poznan). Al frente del ejército polaco estaban: Boguslaw Leszczynski, el gran tesorero de la corona; Krzysztof Opaliński, el voivoda de Poznan; y Andrzej Karol Grudzinski, el voivoda de Kalisz.
El 24 de julio, el ejército dirigido por Arvid Wittenberg capturó los cruces a través del Río Notec, bloqueando completamente a los polacos cerca de Újscie.
El 25 de julio, la milicia de Gran Polonia, rodeada y sometida a fuego de artillería, capituló. El mando sueco, junto con el ex canciller, se acercó a la Asamblea de la República de las Dos Naciones de la Gran Polonia, reunida por el gobierno polaco, con una propuesta para iniciar negociaciones, que fue recibida con júbilo y saludos de artillería y armas de fuego.
Según el acuerdo firmado, los magnates y nobles de la Gran Polonia reconocieron al Rey sueco como su protector y transfirieron todas las posesiones e ingresos reales a su disposición. Krzysztof Opaliński, el voivoda de Poznan; y Andrzej Karol Grudzinski, el voivoda de Kalisz; entablaron negociaciones secretas y concluyeron un acuerdo separado con el mando sueco. Así, los voivodados de Poznan y Kalisz quedaron bajo el dominio del Rey sueco.
Después de la capitulación de la milicia, el ejército sueco se abrió camino hacia Polonia sin luchar. El 31 de julio, el Mariscal Arvid Wittenberg ocupó la ciudad de Poznan sin resistencia. Los magnates y nobles polacos, descontentos con el gobierno del Rey Juan Casimiro, comenzaron a desertar al lado del rey sueco. Desde Poznan, Arvid Wittenberg con el primer ejército sueco se trasladó a Sroda, donde acampó esperando la llegada de su Rey.
A principios de julio, las tropas rusas se concentraron en Minsk y avanzaron hacia Vilna. Entonces, Janusz Radziwiłł, el gran Hetman de Lituania; y Jerzy Tyszkiewicz, el obispo de Vilna; enviaron urgentemente sus mensajeros a los suecos. El 26 de julio, los enviados del Hetman y del obispo llegaron al noble sueco Magnus Gabriel De la Gardie, con la solicitud para enviar enviar tropas rápidamente a Biržai y Vilna.

## Secesión lituana
Mientras, en el este, las tropas lituanas continuaban sufriendo derrotas a manos de rusos y cosacos. Janusz Radziwiłł, gran hetman de Lituania que mantenía tensas relaciones con el rey, y gran duque, de Lituania Juan Casimiro, decidió romper la Unión de Lublin y admitir la soberanía sueca. El Unión de Kėdainiai del 18 de agosto de 1655 reconocía a Carlos Gustavo rey de Lituania. Este se negó a aceptar una unión sueco-lituana en pie de igualdad, pero prometió respetar los privilegios de la nobleza y nombrar un virrey lituano para el territorio. Un primo de Janusz, Bogusław Radziwiłł, también firmó un acuerdo con los suecos. Otra parte de la nobleza lituana prefirió pactar con el zar ruso Alejo I, mientras que un tercero permaneció fiel al gran duque de Lituania Juan Casimiro.

### Campaña sueca en el Gran Ducado de Lituania
Del 29 al 30 de julio, las tropas suecas, bajo el mando del Mariscal Gustavo Adolfo Lewenhaupt, comenzaron a cruzar el Río Daugava. El 1 de agosto, Lewenhaupt recibió la orden de ocupar todas las tierras del Gran Ducado de Lituania que aún no estaban controladas por las tropas rusas. El cuartel general principal de los suecos se ubicaría en la Fortaleza de Radziwiłł, en la frontera con Curlandia, desde donde las tropas suecas debían marchar hacia Biržai y Kaunas.
Las tropas lituanas se rindieron al ejército sueco sin luchar, pero surgieron problemas con la implementación de la otra parte del plan: las tropas rusas capturaron Vilna (entre 29 y 31 de julio) y, el 6 de agosto, emprendieron una marcha forzada hacia Kaunas.
Los suecos se centraron en fortalecer sus posiciones en la ruta del Río Daugava. El destacamento del capitán Uhlenbrock ocupó Braslaw, Ikazn y Druya.

## Campaña de Carlos X Gustavo de Suecia

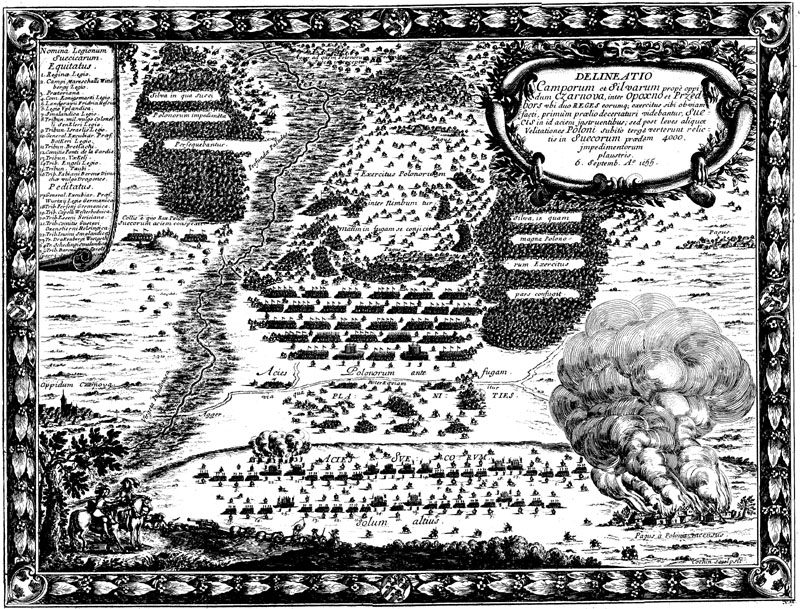
Impresión del diluvio

El 19 de julio, el Rey Carlos X Gustavo de Suecia y su ejército desembarcaron en el puerto de Wolgast en Pomerania, el 10 de agosto se trasladaron a la frontera polaca al frente del segundo ejército y cruzaron la frontera polaca cerca de Tuchnia. En Rogozno, el rey sueco fue recibido por los gobernadores de Poznan y Kalisz, a cuya petición debía aprobar el tratado polaco-sueco cerca de Újscie.
En Polonia, Carlos X dividió su ejército: el propio rey con una parte del ejército avanzó hacia Konin y Koło, mientras que el General Gustav Otto Stenbock con otra parte avanzó hacia Uiste y Gniezno. En Koło se unirían las tropas dirigidas por Carlos X y por Stenbock.
El 17 de agosto, Jan Koniecpolski, el gobernador del Voivodato de Sieradz, se puso del lado del Imperio Sueco.
El 18 de agosto de 1655, el Rey Juan II Casimiro, partió, con su guardia, de Varsovia hacia Łęczyca, donde estaba estacionado el ejército polaco bajo el mando de Stanislav Lyantskoronsky, entonces el Atamán de la corona, además: las milicias nobles de Cuyavia y de la tierra de Łęczyca comenzaron a reunirse en Łowicz.
El 24 de agosto, cerca de Konin, Carlos X se unió al ejército sueco dirigido por Mariscal Arvid Wittenberg. El 25 de agosto, el ejército sueco unido marchó de Konin a Koło. Aquí, el ejército dirigido por Stenbock se unió al ejército dirigido el Rey Carlos X. El 27 de agosto, cerca de Koło, el ejército sueco cruzó el Río Varta y, el 31 de agosto, se trasladó a Varsovia. El 1 de septiembre, el Rey Carlos X llegó a Kutno, donde se enteró de que el Rey Juan II Casimiro había reunido grandes fuerzas cerca de Pyatok.
El 2 de septiembre, el ejército sueco derrotó al ejército de la nobleza polaca, en la Batalla de Sobota. Entonces, el Rey Juan II Casimiro se vio obligado a retirarse hacia el interior del país.
El 4 de septiembre, los suecos ocuparon Łowicz, entonces, el Rey Carlos X se trasladó con sus fuerzas principales a Varsovia, enviando el cuerpo sueco del Mariscal Arvid Wittenberg en persecución del ejército polaco en retirada. Juan II Casimiro abandonó Varsovia y se trasladó a Wolbórz.
El 8 de septiembre, el Rey Carlos X entró en Varsovia, capital de facto de la República de las Dos Naciones, sin resistencia, y, el 11 de septiembre abandonó la ciudad y continuó su avance hacia el interior de Polonia. Además, dejó una gran guarnición en Varsovia, dirigida por Benedict Oxesherna, y el cuerpo dirigido por el General Stenbock permaneció cerca de la capital. Mientras tanto, el Rey Juan II Casimiro, perseguido por la vanguardia sueca, se retiró a Cracovia.
El 9 de septiembre, Esteban Czarniecki derrotó a un destacamento sueco, que formaba parte de la vanguardia del Mariscal Arvid Wittenberg, en una batalla cerca de Inowlodzem. En respuesta, Wittenberg capturó y asoló las ciudades polacas de Inowlodz, Dzevica, Odzhiwul y, el 12 de septiembre, tras un breve asedio, tomó Opoczno. El rey sueco, habiendo recibido un informe sobre la concentración de fuerzas militares enemigas cerca de Wolbórz, se trasladó con las fuerzas principales tras de Arvid Wittenberg.
El 15 de septiembre, Juan II Casimiro y su ejército llegaron a Zarnów y, el 16 de septiembre, fueron derrotados en la Batalla de Żarnów, por el ejército sueco bajo el mando del General Stenbock y Magnus Delagardie. Con los restos del ejército derrotado, Juan II Casimiro se retiró a Cracovia a través de Włoszczowa y Żarnowiec. La retirada del Rey fue cubierta por las tropas dirigidas por Stanislav Lyantskoronsky, el atamán de la corona.
El 19 de septiembre, el Rey Juan II Casimiro llegó a Cracovia y, el 25 de septiembre, junto con su esposa y un pequeño séquito de dignatarios, salió de Cracovia hacia la Silesia, que formaba parte de los dominios de los Habsburgo. Antes de su partida, el Rey Juan II Casimiro nombró Esteban Czarniecki, comandante de la guarnición polaca en Cracovia.
El mismo día (25 de septiembre), Cracovia fue asediada por el ejército sueco bajo el liderazgo personal del Rey Carlos X. A pesar de la importante superioridad numérica del enemigo, Esteban Czarniecki, al frente de una pequeña guarnición, se defendió valientemente durante casi un mes.

## Asedio de Leópolis
El 29 de septiembre, Stanisław Rewera Potocki, el gran Hetman de la corona, fue derrotado en la Batalla de Horodok por un ejército ruso-cosaco unido bajo el mando del boyardo Vasily Borisovich Sheremetev y Bogdán Jmelnitski, el Hetman del Ejército de Zaporiyia. Casi al mismo tiempo, el ejército cosaco, apoyado por el líder militar ruso Vasily Vasilyevich Buturlin, inició el Asedio de Leópolis.
El 6 de octubre se iniciaron las negociaciones, que mostraron la diferencia entre los dos conjuntos de tropas que atacaban a la República de las Dos Naciones. Jmelnitski se inclinaba a hacer concesiones (acordó un rescate), sin emgargo, Buturlin insistió en la rendición inmediata de Leópolis, que, en su opinión, también debería formar parte del Zarato Ruso. Por otra parte, el rey sueco, Carlos X exigió el fin del asedio de Leópolis por parte de las tropas cosacas y su regreso a la Ucrania del Dniéper.
La facilidad de las victorias del ejército sueco sobre los polacos llevó al rey sueco a la opinión de que no era apropiado extender el poder de los cossacos a las tierras de Ucrania Occidental.
El asedio de Leópolis continuó hasta principios de noviembre. En ese momento, los tártaros aparecieron en la retaguardia del ejército cosaco y Jmelnitski, después de recibir una indemnización de 60 mil zlotys de los residentes de Leópolis, fue a luchar contra los tártaros. Una semana después, los ejércitos cosacos y de Moscú fueron atacados por el Khan de Crimea cerca de Ozyornaya y Ternópol. El 22 de noviembre se concluyó una tregua que forzó Jmelnitski y Buturlin a regresar sin gloria a la Ucrania del Dniéper.

## Otras batallas entre suecos y polacos
Por otro lado, Stanislav Lanckoronsky, el Hetman de la corona polaca que cubría la huida del Rey Juan Casimiro, se trasladó con un pequeño ejército polaco de Cracovia a Tarnów, donde se unió a los tropas dirigidas por de Stanislav Potocki. En este contexto, Carlos X ordenó al Mariscal Arvid Wittenberg que continuara el Asedio de Cracovia y, dejándole ocho mil soldados, avanzó con las fuerzas principales contra Stanislav Lanckoroński.
A finales de septiembre de 1655, la flota sueca bajo el mando del Almirante y Mariscal Carl Gustaf Wrangel entró en el Golfo de Gdansk. Los suecos capturaron la ciudad polaca de Hel y avanzaron hacia Puck. Sin embargo, los destacamentos de Jakub Wejher, el Gobernador de Malbork y la milicia noble de los distritos de Pomerania rechazaron a los suecos.
Al mismo tiempo, un otro ejército sueco bajo el mando del General Henrik Horn af Marienborg invadió la Prusia Real desde Pomerania y capturó las ciudades de Bydgoszcz, Czluchow y Tuchola y luego se trasladó a Puck, pero la fuerza de desembarco sueca ya había sido rechazada en ese momento. Entomves, el General Henry Horn y su ejército se trasladaron al sur para unirse a las fuerzas principales bajo el liderazgo del Rey Carlos X.
Del 20 al 30 de septiembre, el cuerpo sueco del General Stenbock, dejado por Carlos X en la región de Varsovia, derrotó a la milicia de la nobleza de Mazovia bajo el mando de Jan Krasiński, el gobernador de Plock, en batallas cerca de Zakroczym. Después de esto, Mazovia se vio obligada a someterse a la autoridad del Rey de Suecia.
El 3 de octubre, en la Batalla de Voynich, el ejército sueco de Carlos X derrotó al ejército de la nobleza polaca dirigido por Stanislav Lanckoroński y los restos del ejército polaco se retiraron a Tarnów, donde se rindieron al rey sueco. Los magnates polacos Alexander Koniecpolski, Dmitry Jerzy Wiśniowiecki y Juan Sobieski, junto con sus equipos de la corte, se pusieron voluntariamente al servicio del Rey Carlos X Gustavo de Suecia.
El 6 de octubre, el Rey Carlos X regresó a Cracovia con su ejército, y, el 19 de octubre, Stefan Czarnecki abandonó Cracovia, con un pequeño destacamento polaco, en la que entraron las tropas suecas. El mismo día, Stanislav Lanckoroński y los restos de su división juraron lealtad a Suecia.
El 21 de octubre, los voivodas de Cracovia, Sandomierz, Kiev, Rutenia, Volinia, Lublin y Belz reconocieron la autoridad suprema del rey sueco.
El 28 de octubre, cerca de Grodek, Stanislav “Revera” Potocki, el gran atamán de la corona y gobernador de Kiev, prestó juramento de lealtad al Rey Carlos X, con los restos del ejército polaco.
Así, en cuatro meses, el ejército sueco bajo el mando del Rey Carlos X, ocupó todo el territorio de la Polonia étnica (Gran Polonia, Mazovia y Pequeña Polonia). Las guarniciones militares suecas estaban estacionadas en todas las grandes e importantes ciudades y castillos polacos (Poznan, Kalisz, Gniezno, Varsovia, Cracovia, Brest-Kujawski, Łęczyca, Sieradz, Inowrocław, Rawa, Płock, Lublin, Sandomierz y otras). La mayoría de los magnates y nobles polacos reconocieron la autoridad del Rey Carlos X. Los nobles Alexander Koniecpolski, Juan Sobieski y Dmitry Jerzy Wiszniewiecki, junto con sus destacamentos en casa, se pusieron al servicio del rey sueco y participaron en la conquista de su patria. Los éxitos del ejército sueco en Polonia estuvieron determinados por la posición capitulatoria de los magnates polacos y parte de la nobleza, que reconocieron el poder del Rey Carlos X.
El 30 de octubre de 1655, el Rey Carlos X con las principales fuerzas del ejército sueco abandonó Cracovia y emprendió una campaña contra la Prusia Real. Junto con el rey sueco, marchó el ejército polaco dirigido por Alexander Konetspolsky. En Cracovia, Carlos X instaló una guarnición sueca bajo el mando del general Pablo Wirtz. El Mariscal Arvid Wittenberg fue nombrado gobernador sueco de la Pequeña Polonia.
En el otoño de 1655, las tropas del Rey Carlos X marcharon contra la Prusia Real, que se negaba a someterse voluntariamente a la autoridad sueca. Jakub Wejher, el voivoda de Pomerania, permanecía leal al Rey Juan II Casimiro. Por orden del Rey Carlos X, un ejército sueco bajo el mando de Magnus Delagardie se trasladó de Lituania a Prusia.
El 29 de septiembre, Magnus Delagardie cruzó el Río Neman cerca de Veluona e invadió Prusia la Oriental. Por otro lado, Federico Guillermo I de Brandeburgo, el Príncipe Elector de Brandeburgo, duque de Prusia y vasallo de la República de las Dos Naciones, concluyó, el 12 de noviembre de 1655, una alianza de defensa con Polonia y se comprometió a enviar un ejército para ayudar a los gobernadores polacos en Prusia.
El 18 de noviembre, tropas suecas e polacas dirigidas por el teniente general Burchard Müller von der Lühne sitiaron el monasterio católico de Jasna Góra en Częstochowa, pero los polacos se negaron a continuar en el asedio. El monasterio consiguió repeler todos los ataques suecos.
El 19 de noviembre, el cuerpo sueco del General Stenbock, adelantándose a las fuerzas principales del Rey Carlos X, tomó Czervinsk y luego Brodnica. El 26 de noviembre, el General Stenbock asedió la gran ciudad polaca de Torún, que, el 2 de diciembre, capituló, donde las tropas de Carlos X se unieron a las de Stenbock. Mientras tanto, los regimientos de Federico Guillermo I de Brandeburgo se concentraron cerca de Kwidzyn, Iława y Pasłęk, defendiendo las líneas de Prusia Oriental. Entonces, el corpo del General Stenbock se trasladó a Varmia y sitió las fortalezas de Grudziądz y Elbląg. El 22 de diciembre Elbląg se rindió a los suecos.

## Surgimiento de la resistencia polaca
- Ver también: Surgimiento de la resistencia polaco-lituana

Ocupación de Polonia-Lituania por suecos y rusos en 1655.

A finales de septiembre, destacamentos partisanos de siervos polacos empezaron a luchar contra los suecos cerca de Mislenice, en la región de Cracovia.
En la Gran Polonia también comenzó una lucha partidista contra los ocupantes suecos. El 4 de octubre de 1655, Krysztof Rzegocki, el anciano de Babimorsky, junto con un destacamento de habitantes, derrotó a una pequeña guarnición sueca y reconquistó la ciudad de Kościan, cerca de Poznan. Pronto, Jan Piotr Opalinski, el gobernador de Podlaski, entró en la Gran Polonia y dirigió la lucha armada contra los invasores suecos.
En el Voivodato de Cracovia, el primer organizador del levantamiento contra los suecos fue Frantiszek Dębicki, el anciano de Nowokorcin. Después de la captura de Wieliczka y Wisznitz, el destacamento rebelde de Frantisek Dębicki se trasladó a Cracovia, pero por negligencia fue completamente derrotado por la guarnición sueca de Pablo Wirtz.
El 7 de diciembre de 1655, en el Distrito de Podgórze (Cracovia), las tropas rebeldes lideradas por Gabriel Voinilovich derrotaron a un destacamento sueco en la Batalla de Krosno. El 13 de diciembre, los rebeldes polacos tomaron la ciudad de Nowy Sącz, expulsando a los suecos de allí. Otras tropas suecas fueron derrotadas cerca de Żywiec. Los partisanos expulsaron a los suecos de los castillos de Lanckorona y Pilica.
El 16 de diciembre, Stanislav "Revera" Potocki, que estaba en Sokal decidió romper su juramento al rey sueco y llamó a la población a alzarse en una lucha nacional contra el dominio sueco.
El 27 de diciembre, el teniente general Burchard Müller von der Lühne se vio obligado a levantar el asedio al monasterio católico de Jasna Góra en Częstochowa. La heroica defensa del monasterio obligó a los suecos a retirarse y sirvió de ejemplo para toda la República de las Dos Naciones.
El 29 de diciembre, en Tyszówce, Stanislav Pototsky; y Stanislav Lanckoronsky, el gran atamán de la corona; y el atamán de la corona en pleno  organizaron una Confederación de Nobles contra el dominio del Rey de Suecia en tierras polacas.
El 31 de diciembre, la Confederación de Tyszowce emitió una proclamación que circuló por toda Polonia anunciando el comienzo de una lucha armada contra el dominio sueco. Los confederados polacos enviaron repetidamente mensajeros a Silesia, para reunirse con Juan Casimiro, el rey exiliado, para solicitar su regreso a Polonia para liderar la lucha contra los invasores suecos.

## Nueva campaña de Carlos X
En enero de 1656, el Rey Carlos X quería retirar las tropas suecas que estaban en Prusia para luchar contra el levantamiento polaco. El 3 de enero se rindieron las ciudades polacas de Tczew, Gniew y Stargard. Casi todos los castillos polacos en la Prusia Real reconocieron voluntariamente la autoridad suprema del rey sueco, excepto: Gdansk, Pak y Malbork que continuaron resistiendo.
En este contexto, Federico Guillermo I de Brandeburgo, el Príncipe Elector de Brandeburgo, vasallo de la República de las Dos Naciones, después de haber reunido su ejército que se unió con destacamentos de los voivodados polacos de Prusia, fue derrotado por tropas sueco-polacas en las fronteras de la República de las Dos Naciones y Prusia. En el ataque sueco a Prusia participaron los tropas polacas dirigidas por de Alexander Koniecpolski, Dmitry Jerzy Wisniewiecki y Jan Sobieski.
Entonces, cuando los ejércitos suecos se acercaron a las afueras de Königsberg, Federico Guillermo se vio obligado a iniciar negociaciones de paz con el Rey Carlos X. 
El 17 de enero, en Königsberg, el Rey Carlos X y Federico Guillermo concluyeron entre sí una alianza político-militar, según la cual Prusia reconoció el poder supremo de Suecia sobre sí misma y se suponía que participar en la guerra contra la República de las Dos Naciones. Según el acuerdo: Federico Guillermo, se comprometió a proporcionar a su señor, el Rey Carlos X, un cuerpo militar de 1.500 personas. 
Después de firmar el tratado en Königsberg, Carlos X rompió el asedio de Gdansk y se trasladó al sur para reprimir el levantamiento popular en la Pequeña Polonia. El cuerpo militar dirigido por el General Stenbock quedó en la Prusia Rela, sitiando Malbork. El ejército sueco se concentró en Łowicz, desde donde se adentró profundamente en Polonia.
El 30 de enero, el segundo ejército sueco, bajo el liderazgo de Magnus Delagardie, partió de Prusia hacia Samogitia.

## Acciones del nuevo ejército polaco
A principios de 1656, el Rey Juan II Casimiro regresó a Polonia desde la Silesia. El 1 de enero llegó a Liúboml, entre los días 15 y 16 de enero estuvo en Łańcut y el 10 de febrero llegó a Leópolis, que se convirtió en el centro de formación y concentración del ejército de la nobleza polaca.
Stanislav Pototsky, el gran atamán de la corona; Stanislav Lanckoronsky, el atamán de la corona en pleno; Jerzy Sebastian Lubomirsky, el gran mariscal de la corona; y otros magnates y gobernadores polacos se pasaron al lado de Juan II Casimiro con sus destacamentos militares.
Cerca de Leópolis, las milicias nobles de los voivodatos de Lubel, Belz y Volinia comenzaron a reunirse. Juan II Casimiro nombró Stefan Czarnecki, como comandante en jefe del ejército polaco. Desde cerca de Leópolis, se enviaron destacamentos militares bajo el liderazgo de Stefan Czarnecki y Gabriel Voinilovich a los voivodatos de Cracovia y Sandomierz para levantar a la nobleza y a la población común para que se rebelaran contra los invasores extranjeros. En la Pequeña Polonia, los rebeldes polacos comenzaron a derrotar y destruir pequeños destacamentos de dragones suecos. 
El 17 de enero, el Rey Juan II Casimiro ordenó a Pavel Jan Sapieha, el voivoda de Vítebsk, que estaba estacionado con el ejército lituano en Brest, trasladarse a Sandomierz para unirse con el ejército polaco. El coronel Gabriel Vojnilowicz fue enviado al Voivodato de Cracovia con dos regimientos, que derrotaron a varios pequeños destacamentos suecos y liberaron la ciudad de Wiznizh, y a finales de enero se acercaron a Cracovia.
El 1 de febrero, Stefan Czarnecki, con un destacamento de caballería y dragones, cruzó el Río Vístula y se dirigió al Voivodato de Sandomierz para reunir a la nobleza y la población locales para luchar contra los ocupantes suecos. Cuando el destacamento dirigido por Stefan Czarnecki llegó a Sandomierz, la nobleza local creó una confederación y anunció la unión a las tropas del Rey Juan II Casimiro.
El 19 de febrero de 1656, el ejército sueco, bajo el mando del Rey Carlos X, derrotó una división polaca bajo el mando de Stefan Czarnecki. Después de la derrota, Stefan Czarnecki se retiró a Końskowola y Kurów.
El 24 de febrero, el General Stenbock sueco ocupó la ciudad de Marienburg (Malbork), pero no tomó el castillo de la ciudad.
El 21 de febrero de 1656, el Rey Carlos X Gustav capturó Lublin y dejó allí una guarnición sueca. Desde Lublin, Carlos X, al frente del ejército sueco, marchó hacia Zamość, exigiendo su rendición. Sin embargo, Jan Sobiepan Zamoyski, el propietario de Zamość, se negó a rendirse al ejército sueco.
El 25 de febrero, la caballería sueca bajo el liderazgo del General Robert Douglas se acercó a Zamość y, el 27 de febrero, llegó allí el propio Rey Carlos X junto con las fuerzas principales. Sin embargo, Carlos X no quiso perder el tiempo asediando una fortaleza bien fortificada y continuó su marcha hacia Leópolis. El 1 de marzo, el rey sueco levantó el asedio de Zamość y marchó hacia el Distrito de Tomaszów, en el camino, los suecos saquearon y quemaron las posesiones de Jan Zamoyski.
En la noche del 23 al 24 de febrero, las tropas polacas, que estaban ubicadas en Mazovia, bajo el mando de Alexander Koniecpolski, Dmitry Jerzy Wisniewiecki y Jan Sobieski, abandonaron su lealtad al rey sueco y se pusieron del lado del rey polaco. Entonces, el ejército de tres mil nobles polacos bajo el mando de Alexander Konetspolsky, el gran corneta de la corona, se trasladó de Mazovia a Leópolis, donde se unió al Rey Juan II Casimiro.
El 6 de marzo, Stefan Charnetsky llegó a Leópolis, con una división de seis mil hombres, para reforzar el ejército polaco. La milicia de la nobleza polaca también se reunió en Leópolis. Además, Jerzy Sebastian Lubomirski, el gran Mariscal de la corona, reunió grandes fuerzas cerca de Łańcut, estas tropas estaban compuestas, principalmente, por campesinos polacos que se unieron a la lucha a cambio de la promesa de una recompensa y de la liberación de la servidumbre.
A principios de marzo, un cuerpo lituano avanzado llegó a Leópolis, bajo el mando de Alexander Gilary Polubinsky, entonces secretario del príncipe lituano. Mientras tanto, Pavel Sapieha, el Gran Hetman lituano y Voivoda de Vilna, marchaba, con el ejército lituano, por la Podlaquia, para ayudar a las tropas polacas.
En la primera quincena de marzo de 1656, ya se había reunido cerca de Leópolis un ejército polaco de entre 22 y 24 mil efectivos, formado por milicias nobles y voluntarios. Por orden del Rey Juan II Casimiro, Stefan Czarnecki se dirigió al encuentro del ejército sueco y comenzó a perturbar al enemigo, realizando ataques repentinos y audaces contra destacamentos suecos individuales.
Entonces, cuando el Rey Carlos X recibió la información de que el rey polaco había logrado reunir entre 22 y 24 mil personas bajo su mando, y que Pavel Sapieha, el Gran Hetman de Lituania y gobernador de Vilna, al frente del ejército lituano, se trasladaban a Leópolis para ayudar a Ejército de nobleza polaca, cambió de planes y en lugar continuar su marcha hacia Leópolis se trasladó a Jarosław, que, el 11 de marzo, ocupó, derrotando a las polacos dirigidas por Jerzy Sebastian Lubomirski, que defendían el cruce del Río San.
Carlos X intentó capturar la vecina Przemyśl, dos veces, pero fue derrotado. El 15 de marzo, los regimientos polacos dirigidos por Stefan Czarnecki, infligieron graves daños al ejército sueco, en la Batalla de Yaroslav.
También el 15 de marzo, la nobleza de los voivodados de Poznan y Kalisz creó su propia confederación para luchar contra los suecos.
El 19 de marzo, cerca de Lancut, Stefan Czarnecki y el gran mariscal Jerzy Sebastian Lubomirski unieron sus divisiones y decidieron bloquear al ejército sueco cerca de Jarosław.
El 22 de marzo, Carlos X marchó con su ejército hacia Varsovia, a lo largo de los ríos San y Vístula. Entonces, el Rey Juan II Casimiro envió los regimientos polacos dirigidos por Stefan Czarnecki y Alexander Koniecpolski en persecución del ejército sueco. Jerzy Sebastian Lubomirski con su división se trasladó a Sandomierz para expulsar la guarnición sueca de allí.
El 28 de marzo, en la batalla cerca de Nisko, Stefan Charnetsky infligió daños considerables al ejército sueco, y el 29 de marzo, Pavel Sapieha, el Gran Hetman lituano, se estableció en el Río San, con el ejército lituano.
El 30 de marzo, Carlos X y su ejército alcanzaron el Río Vístula e intentaron cruzar hacia la orilla izquierda cerca de Sandomierz, pero la ciudad ya había sido tomada por regimientos bajo el mando de Jerzy Sebastian Lubomirski. Pronto, el ejército sueco de cinco mil personas fue rodeado por tropas unidas polaco-lituanas encabezadas por el Rey Rey Juan II Casimiro.
También el 30 de marzo, los últimos restos de las tropas polacas, bajo el liderazgo de Jan Sapieha, que aún estaban al servicio de Suecia, se pasaron al lado del Rey Juan II Casimiro y se unieron a la división de Stefan Czarnecki. Carlos X, rodeado por el ejército polaco-lituano, envió una orden a sus líderes militares, ordenándoles que acudieran en su ayuda con nuevas fuerzas.
El 27 de marzo, un cuerpo sueco de tres mil hombres al mando del teniente general y margrave Federico V de Baden-Durlach partió de Varsovia para ayudar a Carlos cerca de Sandomierz. Entonces, Juan II Casimiro envió una división con seis mil hombres, bajo el mando de Stefan Charnetsky y Jerzy-Sebastian Lubomirski contra Federico de Baden.
El 5 de abril de 1656, Carlos X, habiendo recibido información sobre la retirada de las divisiones polacas dirigidas por Stefan Czarnecki y Jerzy-Sebastian Lubomirski, cruzó el Río San y derrotó a las tropas lituanas para romper el cerco cerca de Sandomierz, y, el 13 de abril, entró en Varsovia. Mientras tanto, Pavel Sapieha, el gran Hetman de Lituania, con el ejército lituano marchó hacia Lublin, que, el 20 de abril, liberó de los suecos.
El 6 de abril, cerca de Kozienice, la división polaca dirigida por Stefan Czarnecki atacó repentinamente la retaguardia del cuerpo de Federico de Baden y la derrotó.
El 7 de abril de 1656, en la batalla cerca de Warka, el ejército polaco, bajo el mando de Stefan Charnetsky y Jerzy-Sebastian Lubomirski derrotó a las fuerzas principales de Federico de Baden. El propio Federico huyó a Czersk y los restos del cuerpo sueco se refugiaron en Varsovia.
El 9 de abril, el ejército polaco liderado por Stefan Charnetsky y Jerzy-Sebastian Lubomirski, empezó una campaña contra la dominación sueca sobre la Gran Polonia.
El 12 de abril, cerca de Łowicz, los polacos derrotaron a un regimiento sueco que custodiaba los convoyes de la guarnición de Varsovia y los suecos se retiraron a Łowicz.
El 17 de abril, los polacos sitiaron Torún, pero no pudieron tomarla por asalto. Unos días más tarde fueron tomadas las fortalezas polacas de Bydgoszcz y Nakło nad Notecią.
En Gran Polonia y en Cuyavia comenzó un levantamiento popular contra los ocupantes suecos. Entonces, Peter Opalinski, el Voivoda de Podlaski, al mando de la milicia de la Gran Polonia, comenzó a exterminar a las pequeñas guarniciones suecas y, el 22 de abril, tomó Leszno y sitió Koscian.
El 17 de abril, Carlos X marchó desde Varsovia hacia la Prusia Real. El Rey sueco envió parte del ejército, dirigido por su hermano menor Adolfo Juan, para combatir las tropas polacas en la Gran Polonia, y él mismo, al frente de un cuerpo de 2.000 hombres, avanzó hacia la Prusia Real y, el 28 de abril, se unió, en Torún, con el cuerpo dirigido por el Genaral Stenbock, para asediar conjuntamente e intentar capturar la ciudad portuaria polaca de Gdansk.
Stefan Czarnecki y Jerzy-Sebastian Lyubomirski, habiendo unido sus divisiones cerca de Pila, se trasladaron a la Gran Polonia el 4 de mayo y, el 7 de mayo, en la Batalla de Kletsko, cerca de Gniezno, el ejército sueco, bajo el mando del Príncipe Adolf Juan derrotó a este ejército polaco. Después de su derrota en Klecko, Stefan Czarnecki y Jerzy-Sebastian Lyubomirski acamparon en Uniejów, cerca de Łęczyca.
El 20 de mayo, Stefan Czarniecki con su división se trasladó del campo de Unieyow a Bydgoszcz y Jerzy Sebastian Lubomirski, junto con la noble milicia, pronto se dirigió a Łowicz. Cerca de Nakło nad Notecią, Stefan Czarnecki se unió a los destacamentos de nobles drigidos por Jakub Weicher, el gobernador de Malbork. Entonces, el ejército polaco tomó posiciones cerca de Ksynya. Sin Embargo, en ese momento, el Príncipe Adolf Juan recuperó la ciudad de Bydgoszcz de las manos de los polacos.
Carlos X, al enterarse del acercamiento de Stefan Czarnecki, detuvo el asedio de Gdansk y avanzó contra el ejército polaco. El 31 de mayo, el Rey sueco y su ejército llegaron a Bydgoszcz, donde se unió a su hermano menor Adolf Juan.
El 1 de junio de 1656, en la Batalla de Ksynya, el ejército sueco bajo el mando del Rey Carlos X derrotó a la división de Stefan Czarnecki. Después de la victoria en Ksynya, Carlos X se trasladó a Varsovia, donde se concentraban las principales fuerzas del Rey Juan II Casimiro.
El 7 de junio, el príncipe Adolf Juan y el mariscal Carl Gustaf Wrangel con parte del ejército se trasladaron de Torún a Nowy Dwor Mazowiecki para cruzar los ríos Narew y Vístula. Al mismo tiempo, Carlos X envió al General Robert Douglas a Pułtusk para fortalecer la guarnición sueca local.

## Reacción polaco-lituana
La administración sueca, que impuso confiscaciones y requisas y permitió en ocasiones la profanación y el saqueo de iglesias católicas, atizó la resistencia de polacos y lituanos. Ya en el otoño de 1655, las bandas formadas por nobles, burgueses y campesinos expulsaron a los suecos de algunas zonas remotas del país. El siguiente revés para los suecos fue la sublevación del hetman Stanisław Potocki que, disgustado porque estos no pagaron a sus soldados, se rebeló el 29 de diciembre y formó una liga de nobles contraria a la ocupación, la llamada Confederación de Tyszowce.
En Jasna Góra, los suecos tuvieron que retirarse, mientras Juan Casimiro atizaba el descontento con los ocupantes y se concertaba con los tártaros de Crimea contra sus enemigos. La explotación sueca y rusa de Lituania suscitó levantamientos campesinos, que facilitaron que el hetman de campo lituano Wincenty Gosiewski expulsase a los suecos del territorio entre 1659 y 1660.
Juan Casimiro volvió a tomar el mando de los nuevos ejércitos, nutridos por una nueva gran leva. Los restos de las tropas regulares al mando de Esteban Czarniecki se dedicaban a desbaratar las líneas de comunicación suecas, evitando en todo momento las batallas campales con las principales fuerzas enemigas. Los polaco-lituanos hostigaban a estas con tácticas de guerrilla que las obligaron a encerrarse en las plazas fortificadas. Las victorias polacas hicieron crecer el ejército, que alcanzó los sesenta mil hombres, la mitad de ellos soldados regulares.
El 30 de junio de 1656, Juan Casimiro recuperó Varsovia tras un corto asedio, aunque un mes más tarde perdió una batalla librada en los alrededores de la ciudad. La victoria sueca no detuvo, empero, su retirada. Las alianzas de Carlos Gustavo con los transilvanos, cosacos y brandeburgueses no bastaron para desbaratar por completo la recuperación polaco-lituana. En enero de 1657, sin embargo, el príncipe transilvano Jorge Rákóczi II, a quien Carlos Gustavo le había prometido el trono polaco-lituano, invadió el sur de Polonia con cuarenta mil soldados y levantó el cerco de Cracovia, donde los suecos estaban asediados por las fuerzas de Juan Casimiro. No obstante, abandonado por los suecos y derrotado en Medzhybizh el 24 de julio, Jorge Rákóczi renunció al trono polaco-lituano y se retiró a su territorio. Mientras se retiraba su ejército fue aniquilado por los tártaros de Crimea, lo que permitió a los polacos talar Transilvania.
Por su parte, también los polaco-lituanos forjaron alianzas con los enemigos de Suecia. Los austriacos enviaron tropas para combatir junto a Juan Casimiro, si bien este tuvo que pagarlas. Los daneses invadieron el sur de Suecia para tratar de recuperar Escania, lo que obligó a Carlos Gustavo a trasladar tropas a Suecia para repeler la acometida. Para remate, el elector de Brandeburgo cambió de bando y se coligó con Juan Casimiro, a cambio de obtener para sí el Ducado de Prusia (Tratado de Wehlau del 19 de septiembre de 1657).
Los rusos habían firmado la paz en Vilna el 3 de noviembre de 1656.
Con nuevos fondos aprobados por el Sejm, el ejército pudo reconquistar las ciudades pomeranas aún en poder de los suecos en 1658 y 1659. En noviembre de 1658, cayó Toruń tras un largo asedio.

## Negociaciones y paz
Los suecos entablaron negociaciones con los polaco-lituanos con mediación de Francia. La paz que puso fin al conflicto se firmó el 3 de mayo de 1660 (Tratado de Oliva) y devolvió las fronteras al trazado anterior al conflicto. Las concesiones polaco-lituanas incluyeron la renuncia a reclamar Livonia y la Corona sueca y la confirmación de la independencia del Ducado de Prusia.